# ألمونتي
بلدية المُنت أو (نقحرة: ألمونتي) (بالإسبانية: Almonte) هي بلدية تقع في مقاطعة ولبة التابعة لمنطقة أندلسية جنوب إسبانيا. تنتمي لهذا البلدية قرية إلروسيو، وهي مزار ديني كاثوليكي.

## الديموغرافيا
بلغ عدد سكان بلدية المنت 22.525 نسمة عام 2011 (وفقاً للمعهد الوطني الإسباني للإحصاء).
| 16.264 | 17.202 | 18.151 | 19.641 | 20.726 | 21.782 | 22.525 |

## توأمة
لالمُنت اتفاقيات توأمة مع كل من:
- شلوقة
- سيرت
- ميامي بيتش
- الفرسية [الإنجليزية]‏
- بالر
- لا إسترادا